# ERIKS
ERIKS  is een Nederlandse onderneming die actief is als gespecialiseerd industrieel dienstverlener. 

## Activiteiten
ERIKS levert producten en diensten aan bedrijven die opereren in nagenoeg alle industriële sectoren. Eriks heeft circa 130.000 afnemers wereldwijd en voert zo'n 900.000 producten in zijn assortiment.
In 2019 bestond de ERIKS groep uit 6700 medewerkers actief in 17 landen. 
Alle aandelen van het bedrijf waren van 2009 tot april 2024 in handen van het Nederlandse conglomeraat SHV. Daarna is de Texaanse investeringsmaatschappij Lone Star de eigenaar geworden.

## Geschiedenis
In 1940 richtte Arie Eriks de onderneming Eriks Pakking en Rubber in Alkmaar op. Het bedrijf had als belangrijkste activiteit het leveren van producten zoals afdichtingen, rubberslangen, rubber vormwerk, afsluiters en aandrijftechniek aan de procesindustrie. In 1956 werd de eerste buitenlandse vestiging geopend in België. Vanaf 1977 werden de aandelen van Eriks verhandeld op de Amsterdamse effectenbeurs en in datzelfde jaar werd ook de eerste vestiging in Frankrijk geopend. Vanaf medio jaren tachtig kwam de buitenlandse expansie in een stroomversnelling met overnames in Noord–Amerika, Duitsland en het Verenigd Koninkrijk. 
In 2008 werd de Rotterdamse groothandel Econosto overgenomen door ERIKS, waarbij een eerder bod van investeerder Gilde werd afgetroefd. Econosto realiseerde in 2007 een winst van € 18 miljoen op een omzet van € 260 miljoen. Econosto had in 2005 de beschermingsconstructies afgeschaft en zocht een koper. Eriks was een koopkandidaat, maar vlak voor het een bod kon neerleggen, kwam Gilde als eerste met een bod van € 7,25 per aandeel ofwel € 117 miljoen in totaal. Gilde meldde gelijk dat een meerderheid van de aandeelhouders en de raad van commissarissen en het bestuur achter het bod van Gilde stonden.
Na de publicatie van de Econosto-jaarcijfers over 2007 zag Eriks de mogelijkheid het bod van Gilde te overtreffen. De schuld van Econosto bleek lager dan verwacht en de orderportefeuille was beter gevuld. Op 31 maart 2008 bood Eriks € 126 miljoen in totaal ofwel € 7,80 per aandeel. De bestuurders van Econosto lieten Gilde weten hun bod niet meer te kunnen ondersteunen en nodigde Gilde uit het bod te verhogen. Eriks had inmiddels Fortis opdracht gegeven aandelen Econosto op de beurs te kopen. Diverse grootaandeelhouders waren bereid te verkopen, maar alleen tegen een hogere prijs van € 8,21. Eriks ging hierop in en kreeg via de beurstransacties 44% van de aandelen in handen. Gilde trok zich terug en op 26 mei meldde Eriks dat het 94,8% van de aandelen Econosto in handen had. Korte tijd later werd de beursnotering van Econosto beëindigd; het bedrijf was circa 40 jaar genoteerd aan de Amsterdamse effectenbeurs.
In 2009 werd Eriks zelf overgenomen door SHV Holdings. De beursnotering van Eriks kwam tot een einde en sindsdien is Eriks een zelfstandige groep binnen het SHV-concern.
In maart 2022 verkocht Eriks de activiteiten in de Noord-Amerikaanse markt aan LKCM Headwater Investments. Met de verkoop kwam de focus van Eriks op Europa en Azië te liggen.
Een jaar later zette SHV diverse bedrijfsonderdelen te koop waaronder Eriks. SHV wil zich focussen op de kernactiviteiten en de winstgevendheid te verbeteren. In oktober 2023 werd bekend dat Lone Star het bedrijf wil overnemen. De overnamesom is niet bekendgemaakt, maar volgens kenners leverde Eriks zo'n € 350-400 miljoen op. De transactie werd op 30 april 2024 afgerond.